# Касаї-Лунда
Касаї-Лунда (Kasai-Lunda) — велика алмазоносна площа в пров. Касаї (ДР Конго) і Анголі (район Луанда або Чікапа-Луембе). Розташована в басейні р. Касаї.

## Характеристика
Площа 210х100 км. Розвідані запаси алмазів понад 80 млн кар., прогнозні 310—350 млн кар, з них 110—130 млн кар. — ювелірні. К.-Л. складена докембрійськими і нижньопалеозойськими породами, перекритими різновіковими континентальними відкладами. В межах К.-Л. відомі корінні і розсипні родов. алмазів. Корінні представлені 40 трубками кімберлітів юрської доби. Вміст алмазів в трубках 0,33-1,8 кар./м³. Сер. розміри алмазів 0,22- 0,24 кар. Алмазоносні розсипи відомі на дек. стратиграфічних рівнях у відкладах крейди, палеоген-неогену і четвертинної доби. Пром. значення мають пролювіальні розсипи плейстоценової доби.